# Gare de Poligny
La gare de Poligny est une gare ferroviaire française située sur le territoire de la commune de Poligny, dans le département du Jura, en région Bourgogne-Franche-Comté.

## Situation ferroviaire
Ancienne gare de bifurcation, elle est située au point kilométrique 413,099 de la ligne de Mouchard à Bourg-en-Bresse, entre les arrêts d'Arbois et de Saint-Lothain, (côté Bourg-en-Bresse). Elle était également le point d'aboutissement au PK 400,217 de la ligne de Dole-Ville à Poligny non exploitée et partiellement déclassée. Son altitude est de 294 m.

## Galerie de photos

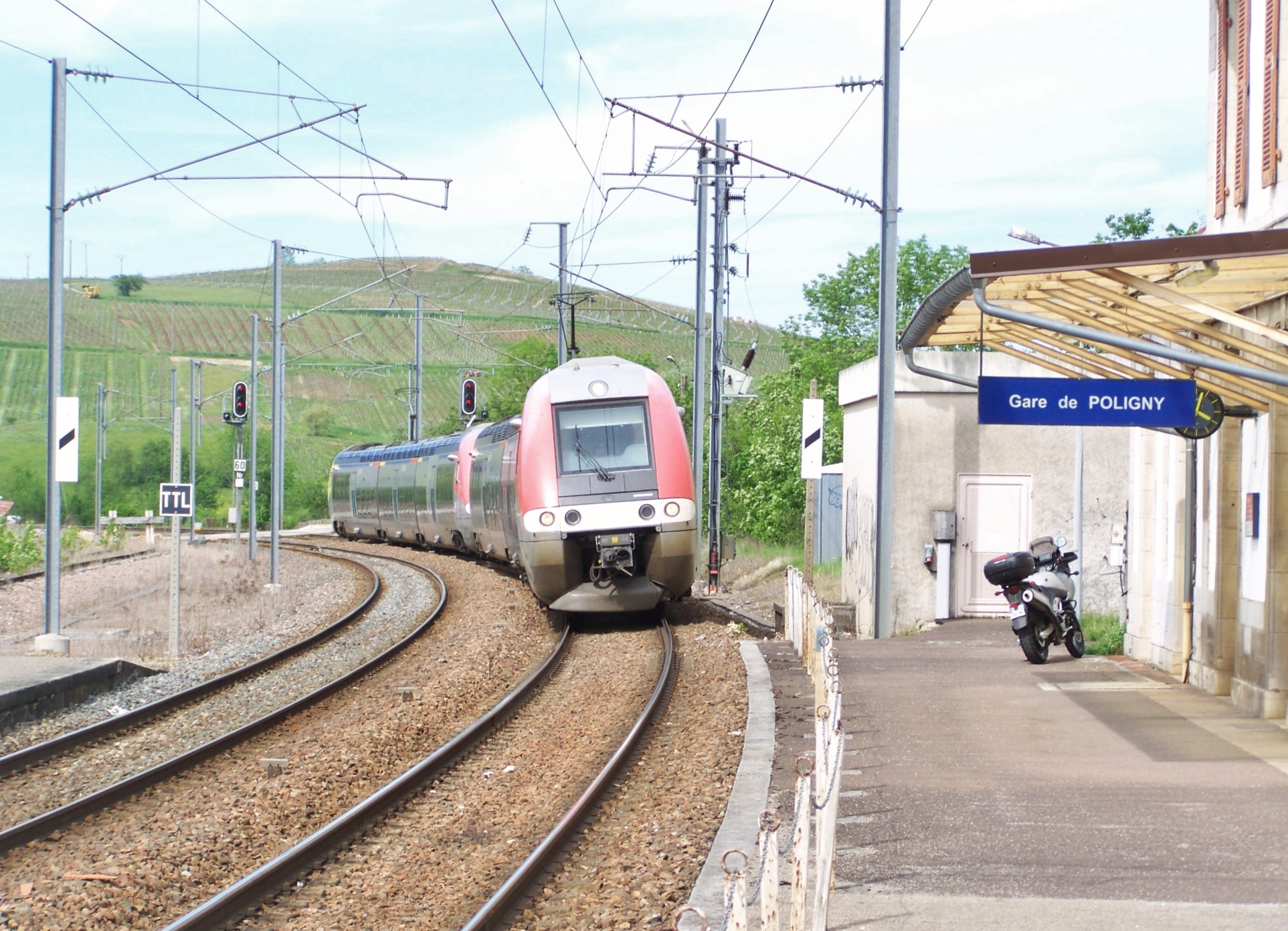
Arrivée d'un TER Belfort-Lyon en gare.